# OpenBazaar
开放宝市（英語：OpenBazaar）是一个去中心化的电商。她的用户使用多种与比特币类似的加密互联网货币，其灵感来自一个匿名组织的DarkMarket项目。
与依赖中央服务器交换数据的商业电商不同，开放宝市的服务器存在于用户们的对等网络中，无任何监管中心，无任何手续费用。他们的口号是“买卖自由/Buy and Sell Freely”。